# Andrena cypria
Andrena cypria är en biart som beskrevs av Pittioni 1950. Andrena cypria ingår i släktet sandbin, och familjen grävbin. Inga underarter finns listade i Catalogue of Life.